# Marcador automático

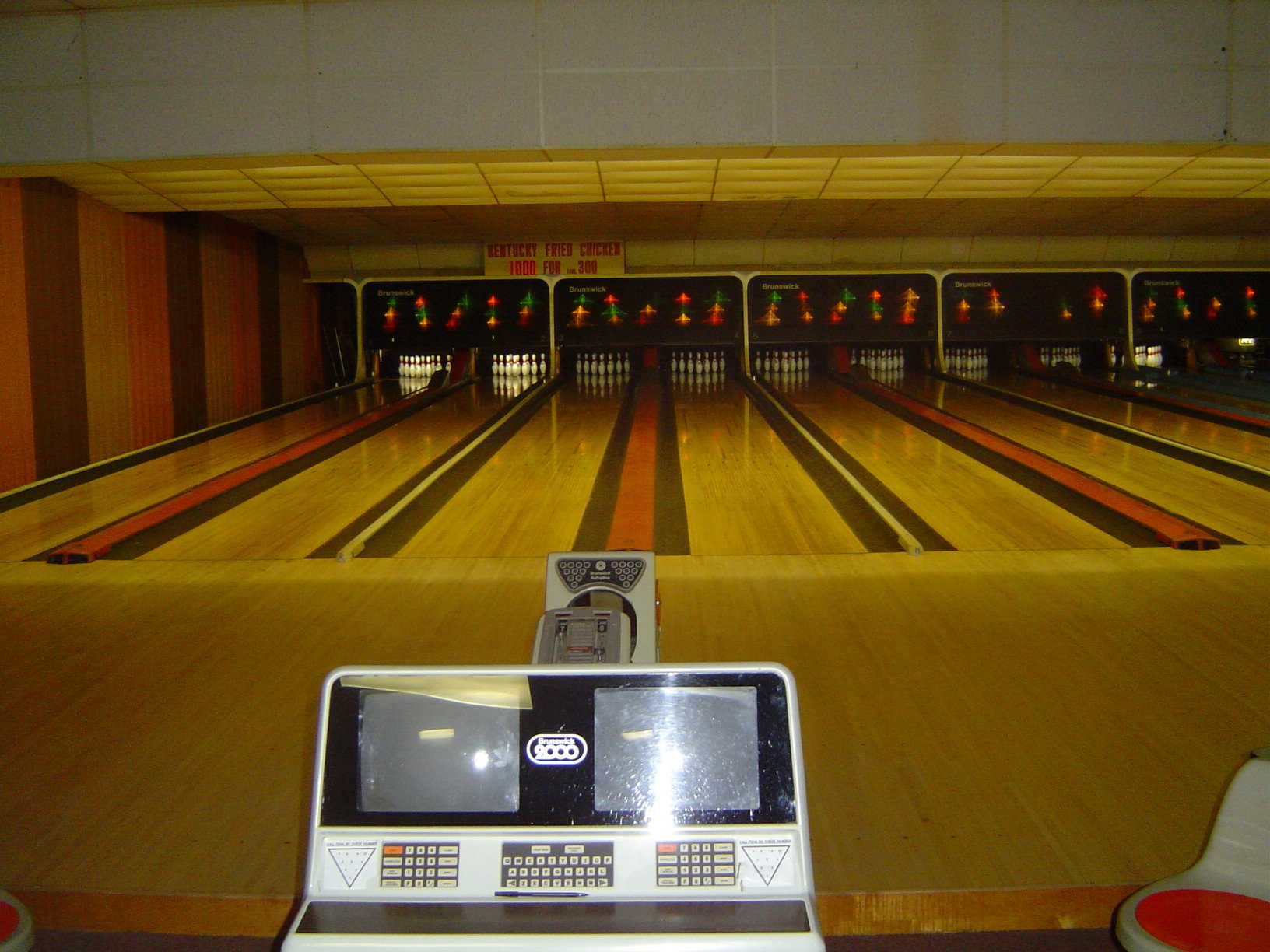
Pareja de marcadores automáticos en la mesa frente a la pareja de carriles

Un marcador automático es un sistema de puntuación informatizado para controlar la puntuación en los bolos de diez bolos. Se introdujo masivamente en las boleras en la década de 1970 y se combinó con lanzadores mecánicos para detectar los bolos volcados.
Al eliminar la necesidad de llevar la puntuación manualmente, estos sistemas han introducido en el juego a nuevos jugadores de bolos que, de otro modo, no participarían porque tendrían que contar la puntuación ellos mismos, ya que muchos no entienden la fórmula matemática que interviene en la puntuación de los bolos. Al principio, la gente se mostraba escéptica sobre si un ordenador podía llevar una puntuación exacta. En el siglo XXI, la mayoría de los centros de bolos del mundo utilizan marcadores automáticos. Los tres fabricantes de estos ordenadores especiales han sido Brunswick Bowling, AMF Bowling (más tarde QubicaAMF Worldwide) y RCA.

## Historia

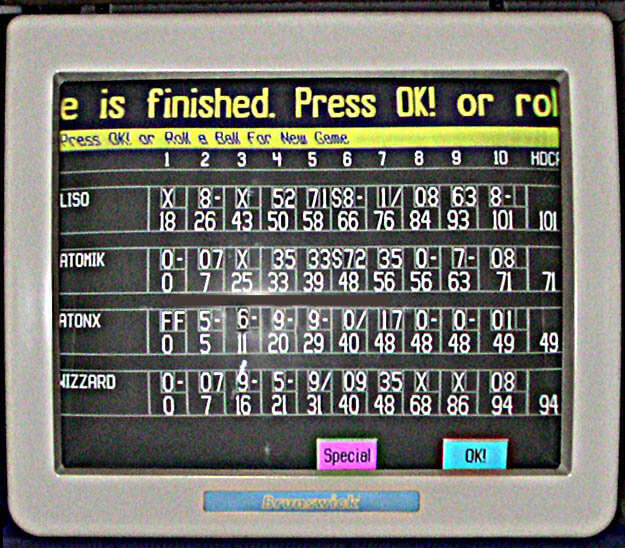
Detalle del marcador automático desde una pantalla aérea

El equipamiento automático se considera la piedra angular de la bolera moderna. La bolera tradicional de principios del siglo XX avanzó en automatización cuando la persona encargada de colocar los bolos ("pin boy"), que volvía a colocar a mano los bolos caídos, fue sustituida por una máquina que volvía a colocar automáticamente los bolos en sus posiciones de juego adecuadas. Esta máquina apareció en los años 50.En los años 60 se desarrolló un sistema de detección a partir del mecanismo del "pinsetter" que podía decir qué bolos habían sido derribados, y esa información podía transferirse a un ordenador digital.

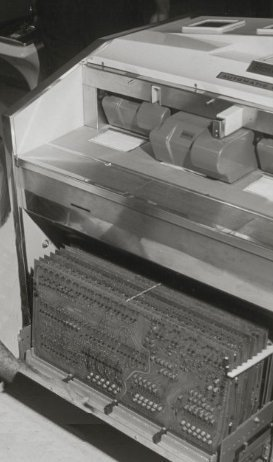
Aparato interior de consola de ordenador de los años 70

La puntuación electrónica automática fue concebida por primera vez por Robert Reynolds, que fue descrito por un artículo periodístico de la época como "un experto en calculadoras electrónicas de la Costa Oeste". Trabajó con el personal técnico de Brunswick Bowling para desarrollarla. El objetivo se hizo realidad a finales de la década de 1960, cuando se diseñó un ordenador especializado con el fin de llevar la puntuación automática de los bolos. La prueba de campo del marcador automático tuvo lugar en el centro de bolos Village Lanes, Chicago, en 1967. La máquina de puntuación recibió la aprobación para su uso oficial por parte del Congreso Americano de Bolos en agosto de ese año. Se utilizaron por primera vez en juegos oficiales de ligas nacionales el 10 de octubre de 1967. En noviembre, Brunswick anunció que aceptaba pedidos del nuevo ordenador digital, que costaba alrededor de 3.000 dólares por pista de bolos. Los centros de bolos que instalaron estos nuevos dispositivos de puntuación automática en los años 70 cobraban diez céntimos extra por línea de puntuación por la comodidad.

## Descripción
Cada Automatic Scorer llevaba la puntuación de cuatro pistas. Tenía dos paneles de identificación del jugador que servían para dos pistas cada uno. El jugador de bolos lo empujaba a su posición designada cuando llegaba su turno para que el ordenador supiera quién estaba jugando a los bolos y puntuara en consecuencia. Después de que el jugador hiciera rodar la bola por la pista y derribara los bolos, el indicador de bolos detectaba qué bolos habían caído y transmitía esta información al ordenador para la puntuación. El resultado se imprimía en una hoja de puntuaciones y se proyectaba en una gran pantalla para que todos pudieran verlo.

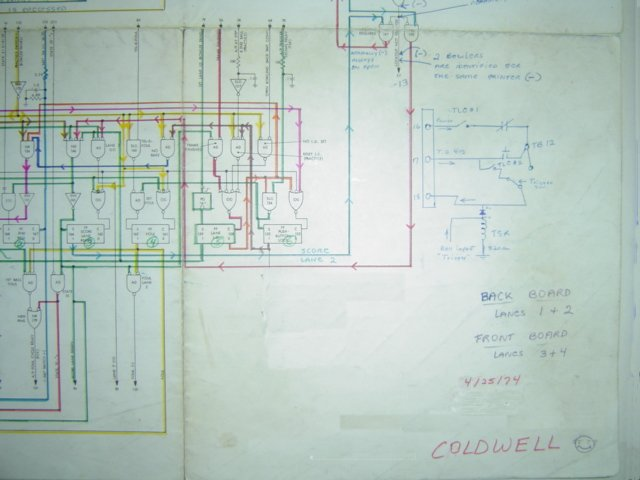
Diagrama esquemático de la placa de circuitos de los años 70 que muestra el sistema de entrada electrónica para el tally

El ordenador digital del puntuador automático era matemáticamente preciso, pero el sistema de detección del mecanismo de la máquina a veces informaba del número incorrecto de bolos derribados.  El ordenador podía corregir manualmente cualquier error en el sistema; del mismo modo, los errores humanos, como no mover el mecanismo de identificación del jugador, podían corregirse manualmente El marcador podía tener en cuenta las desventajas de los jugadores y podía ajustarse a los jugadores que llegaban tarde. El marcador automático está directamente conectado a la unidad de detección de faltas.  Como resultado, las violaciones de la línea de falta se puntúan automáticamente.
Brunswick había puesto diez años de investigación y desarrollo en el marcador automático, y en 1972 había más de 500 de estos ordenadores instalados en centros de bolos de todo el mundo. AMF Bowling, competidor de Brunswick, entró en el campo de los ordenadores marcadores automáticos durante la década de 1970 y sus sistemas se instalaron en su marca de centros de bolos. En 1974, RCA también estaba fabricando estos ordenadores para el marcador automático.

## Recepción y desarrollos posteriores
Los propósitos de la puntuación computarizada eran evitar los errores de los marcadores humanos y prevenir las trampas. Tenía el beneficio secundario de acelerar el progreso del juego e introducir nuevos jugadores de bolos al juego. La puntuación de los bolos se basa en una fórmula con la que muchos nuevos jugadores no estaban familiarizados y que consideraban difícil de aprender. Estos jugadores ocasionales no familiarizados con la fórmula pensaban que las puntuaciones dadas por los ordenadores eran confusas.Algunos jugadores no se sentían cómodos con los marcadores automáticos cuando se introdujeron en la década de 1970, por lo que llevaban la puntuación utilizando el método tradicional en hojas de puntuación de papel.
La introducción de este dispositivo aumentó la popularidad del deporte. Los marcadores automáticos llegaron a ser considerados una parte normal de las instalaciones modernas de bolos en todo el mundo, con los propietarios y gerentes diciendo que los jugadores de bolos esperan que tales equipos estén presentes en los establecimientos de bolos y que el negocio aumentó después de su introducción. Brunswick introdujo un marcador automático de estilo de televisión en color en 1983.Los propietarios de centros de bolos podían utilizar este estilo de marcadores automáticos para publicidad, gestión, vídeos y televisión en directo.
En la década de 2010, este tipo de pantallas visuales electrónicas podían mostrar avatares de los jugadores de bolos y conexiones con las redes sociales para publicitar las puntuaciones de los jugadores de bolos. Algunos son capaces de ser sistemas de entretenimiento ampliados de juegos para niños y adultos. Algunos sistemas de puntuación admiten variaciones de los bolos tradicionales, como diferentes tipos de juegos de bingo en los que hay que derribar determinados bolos en determinados momentos o regímenes de práctica en los que hay que lograr determinados recambios.
A estas alturas, QubicaAMF Worldwide, una filial de AMF, era uno de los principales proveedores de equipos de puntuación de bolos.